# U-Bahnhof Hohenzollernplatz

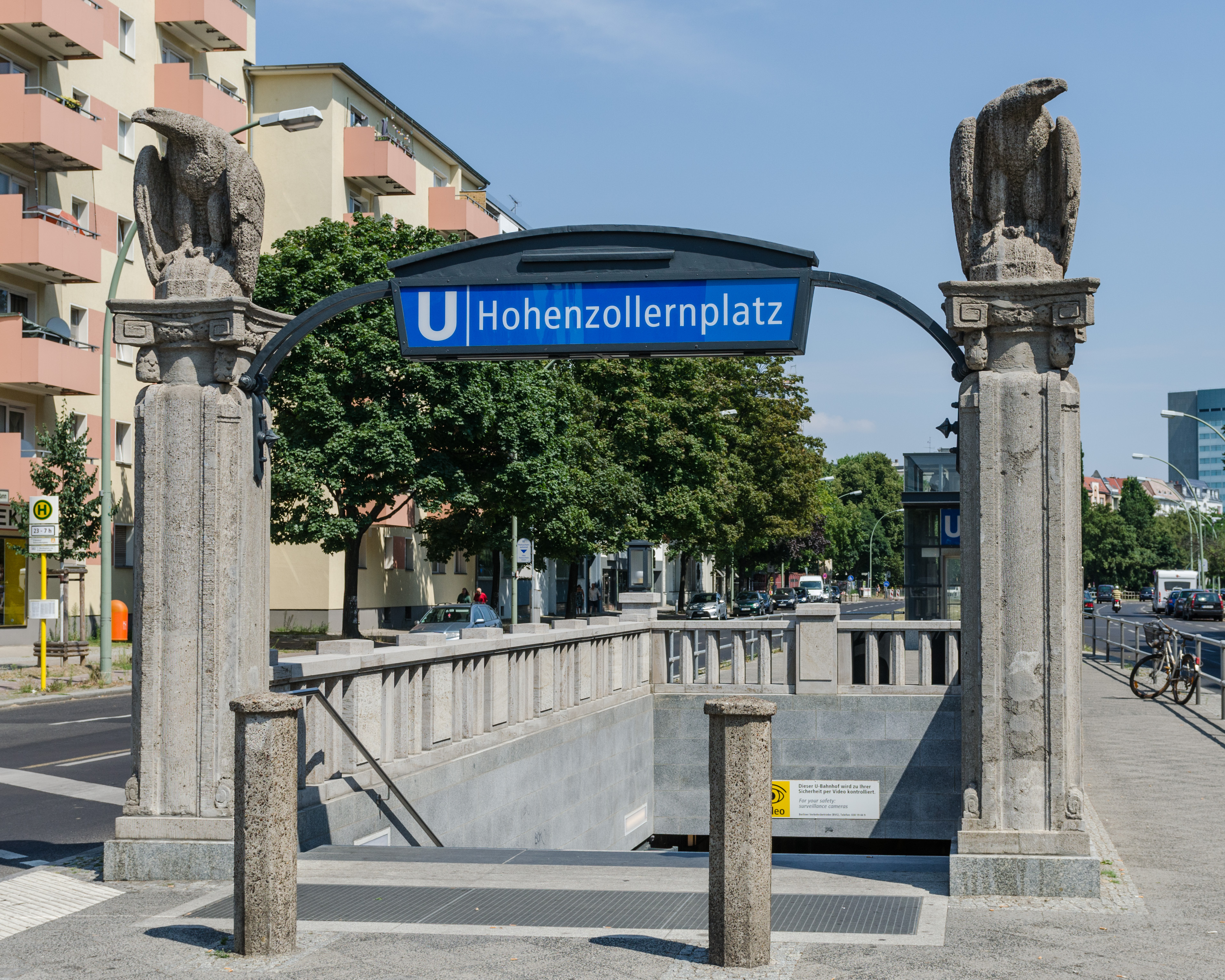
Westlicher Zugang am Hohenzollerndamm Ecke Uhlandstraße

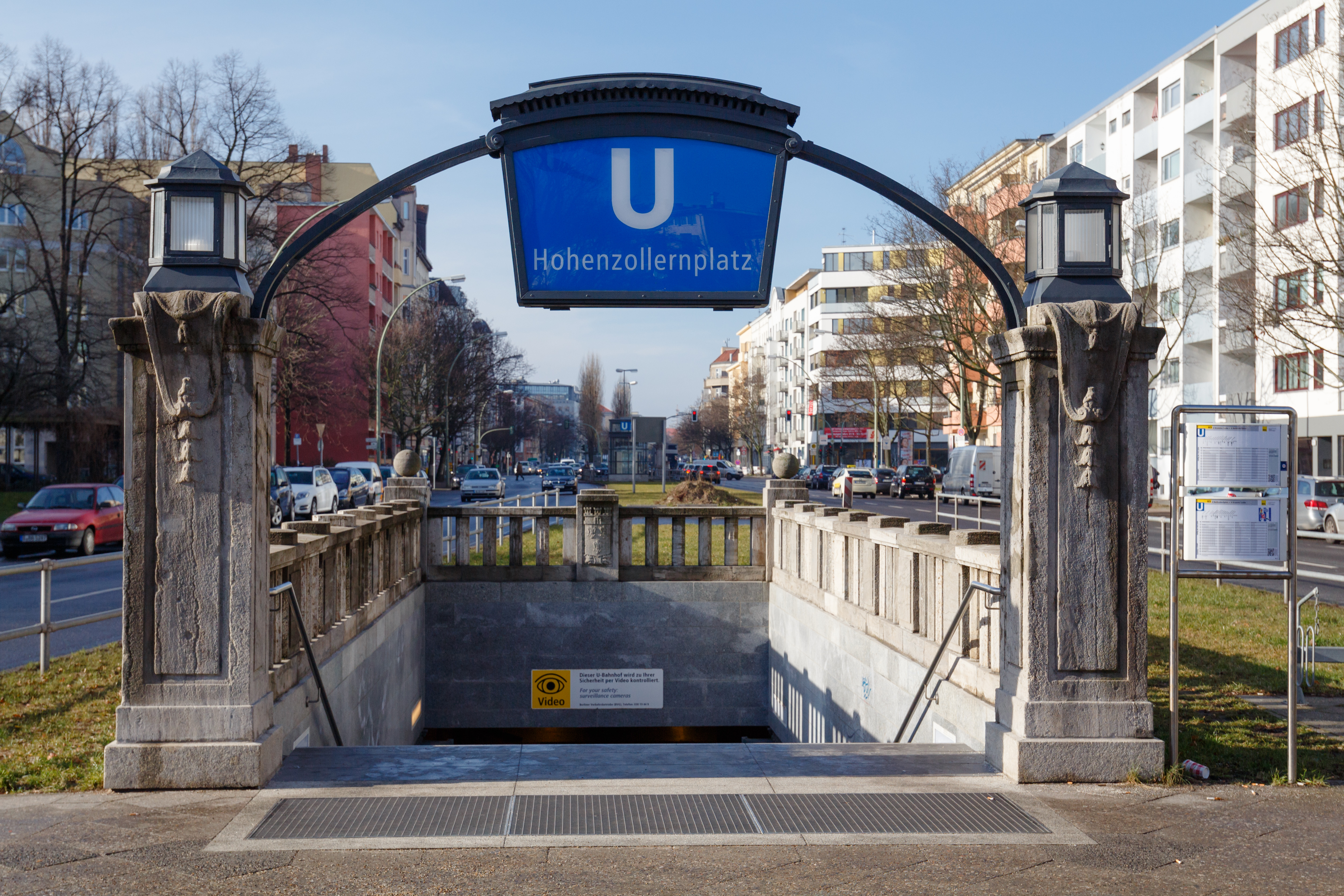
Östlicher Zugang

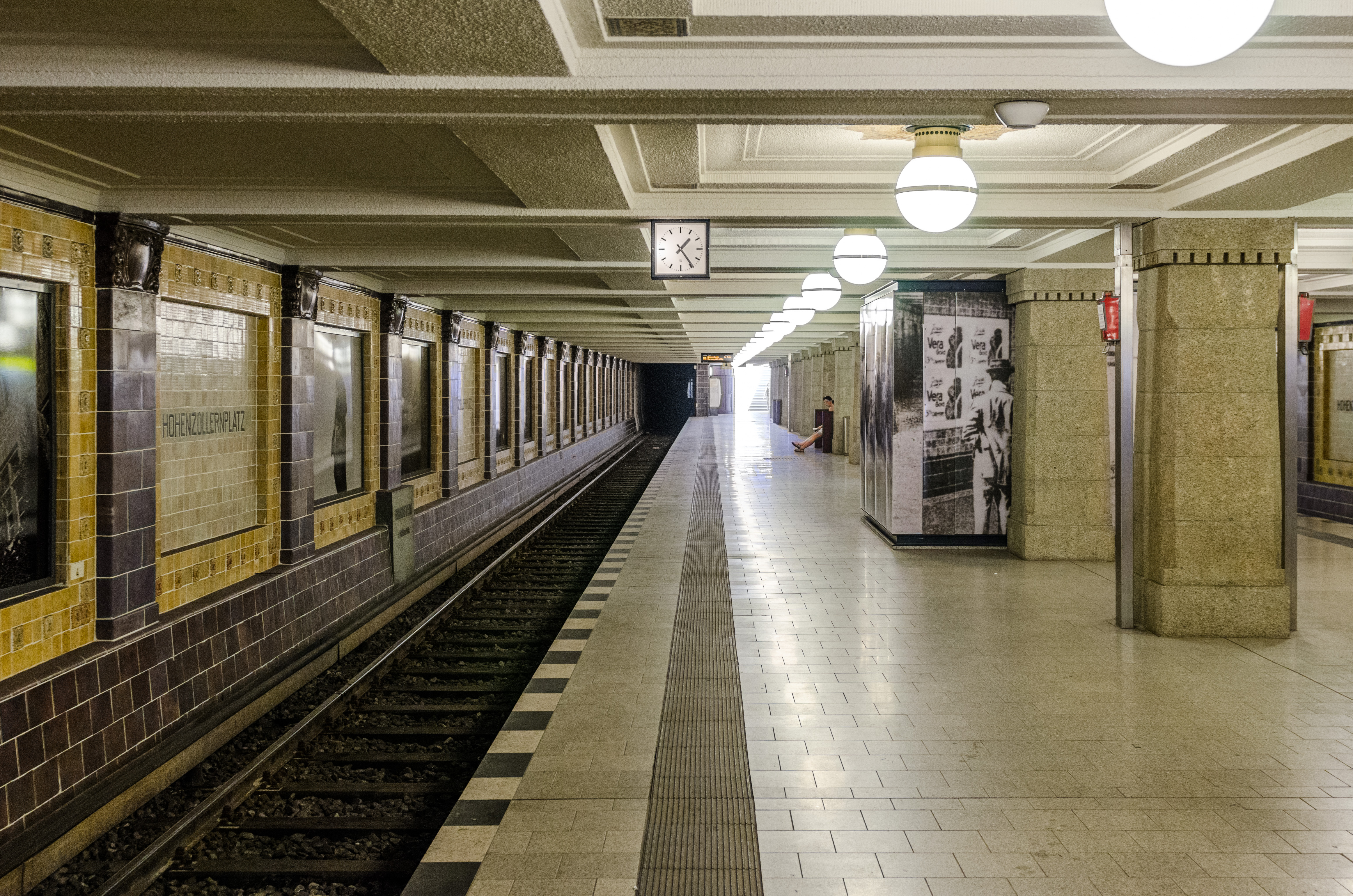
Bahnsteig

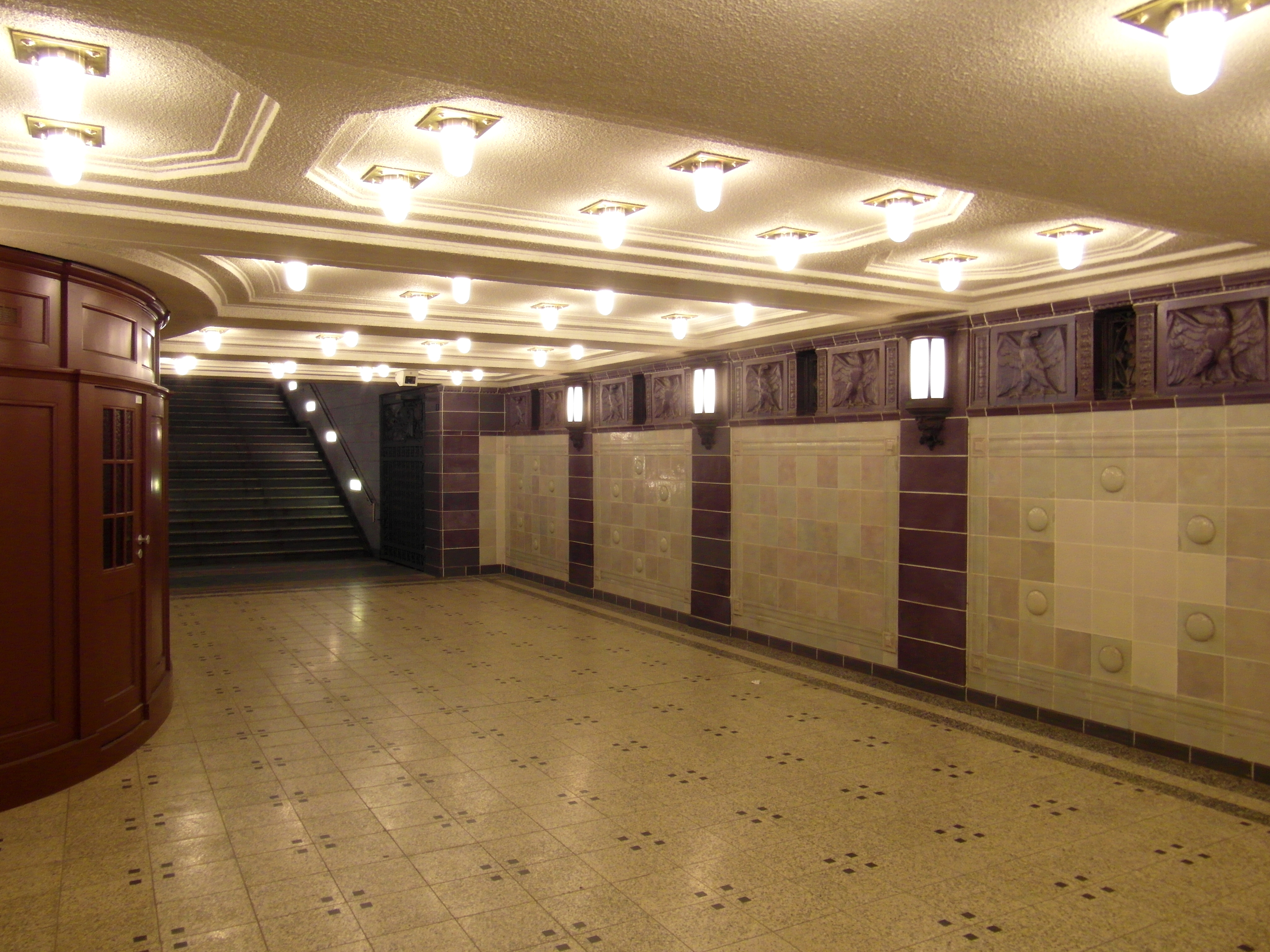
Eingangshalle

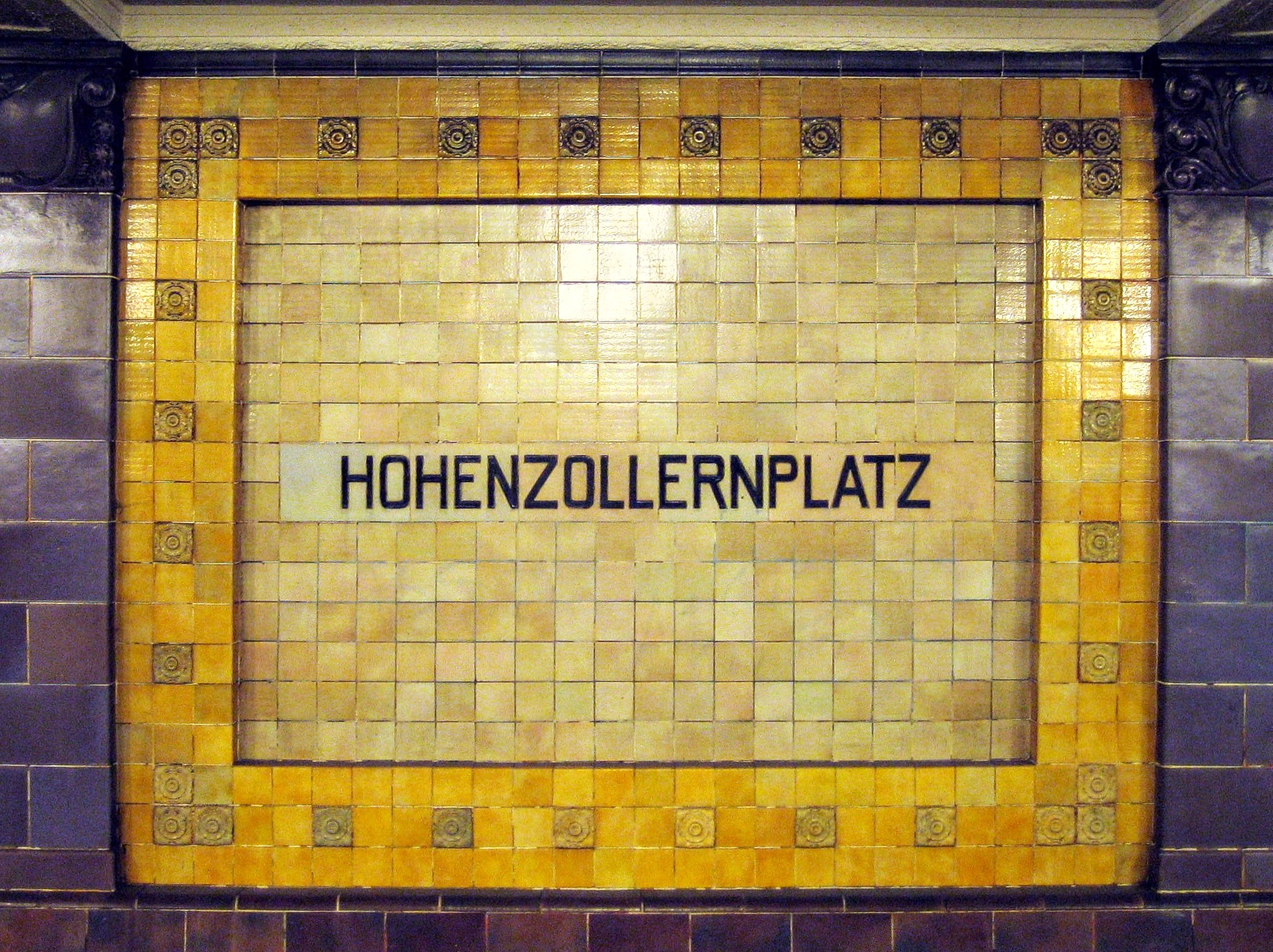
Historisches Stationsschild

Der U-Bahnhof Hohenzollernplatz ist ein denkmalgeschützter U-Bahnhof der Linie U3 der U-Bahn im Berliner Ortsteil Wilmersdorf des Bezirks Charlottenburg-Wilmersdorf. Mit der Grundsteinlegung dieses Bahnhofs begann am 5. Oktober 1909 der Bau der Wilmersdorf-Dahlemer Bahn. Gemeinsam mit den anderen Bahnhöfen dieser Strecke wurde er am 12. Oktober 1913 in Betrieb genommen. Die ursprünglich am Rand des namensgebenden Hohenzollernplatzes gelegenen Zugänge zum Bahnhof befinden sich heute auf dem Mittelstreifen des Hohenzollerndamms.

## Historie und Bauwerk
Der Bahnhof entstand beim Bau der Wilmersdorf-Dahlemer-Untergrundbahn zwischen Wittenbergplatz und Thielplatz im Süden der Domäne Dahlem. Die damals eigenständige Gemeinde Wilmersdorf wollte mit einer aufwändigen Gestaltung der auf ihrem Gebiet gelegenen Bahnhöfe die Attraktivität des umliegenden Neubaugebiets festigen und gleichzeitig die eigene Geltung unterstreichen. Der Bahnhof wurde in den Jahren 1909–1913 erbaut und von Wilhelm Leitgebel gestaltet. Er gilt neben dem U-Bahnhof Heidelberger Platz als einer der aufwendigsten der Linie U3.
Für die beiden Zugänge in der Mitte des damals repräsentativen Hohenzollerplatzes entwarf Leitgebel ähnlich wie bei den anderen von ihm gestalteten Wilmersdorfer U-Bahnhöfen steinerne Pylone mit Lampenaufsatz und eine Steinumwehrung aus Muschelkalk. Oberhalb der Lampen fanden 1913 beiderseits Adler-Skulpturen ihren Platz, die vom Bildhauer Robert Korn gestaltet worden waren. Für die schmiedeeisernen Zugangstore wählte Leitgebel die Schmuckelemente Eichen- und Lorbeerblätter, den Adler der Hohenzollern sowie Waffen- und Rüstungsmotive. Die Treppen münden in repräsentative, mit Adlern geschmückte und mit Fliesen verblendete Vorhallen.
Die Bahnsteighalle ist als Mittelbahnsteig angelegt. Die Wände gliedern sich in einen dunkelbraunen Keramiksockel und grau-violett geflieste Wandfelder, die ihrerseits wieder mit braunen Kapitellen abgeschlossen werden. Dazwischen liegen wechselweise gelb umfasste Felder mit dem Stationsnamen und ehemalige Werbetafeln, die heute mit Bildnissen der Burg Hohenzollern geschmückt sind. Die Decke ruht auf rechteckigen Granitsäulen in der Bahnsteigmitte. Sie ist als verputzte Kassettendecke mit gold-blauen Mosaikeinlagen ausgeführt, aus deren Mitte kugelförmige Lampen „wachsen“. Der ursprünglich mit dunklen Asphaltbodenplatten belegte Bahnsteig erhielt im Sommer 2011 einen hellen Granitbelag mit Blindenleitsystem. Im April 2012 wurde ein Aufzug in Betrieb genommen. Bis September 2012 wurde die Grundinstandsetzung und denkmalgerechte Restaurierung des Bahnhofs abgeschlossen. Hierbei wurden unter anderem die beiden steinernen Adler am westlichen Zugang auf ihren ursprünglichen Platz zurückversetzt. Großformatige Ansichten der Burg Hohenzollern von Edgar Herbst dienen als Wandgestaltung.
In der nördlichen Wand ist der massive Grundstein zu sehen. Von der ursprünglichen Ausstattung des Bauwerks sind ein metallener Hydrantenschrank, ein Betriebshäuschen und ein Kiosk erhalten geblieben.

## Anbindung
| Linie | Verlauf |
| ----- | --- |
|       | Warschauer Straße – Schlesisches Tor – Görlitzer Bahnhof – Kottbusser Tor – Prinzenstraße – Hallesches Tor – Möckernbrücke – Gleisdreieck – Kurfürstenstraße – Nollendorfplatz – Wittenbergplatz – Augsburger Straße – Spichernstraße – Hohenzollernplatz – Fehrbelliner Platz – Heidelberger Platz – Rüdesheimer Platz – Breitenbachplatz – Podbielskiallee – Dahlem-Dorf – Freie Universität (Thielplatz) – Oskar-Helene-Heim – Onkel Toms Hütte – Krumme Lanke |

Am U-Bahnhof bestehen Umsteigemöglichkeiten von der Linie U3 zur Omnibuslinie 249 der Berliner Verkehrsbetriebe.